# Békéscsabai repülőtér
A békéscsabai repülőtér Békés vármegye egyetlen aszfaltozott hosszabb repülőtere, amely 14 kilométerre fekszik a magyar–román határtól, Békéscsaba és Gyula között a 44-es főút mellett. Az ezredforduló környékén pedig komoly fejlesztéseket hajtottak végre, így nyilvános, regionális jellegű kereskedelmi repülőtérré vált.

## További adatok
- Magasság: 86 méter (283 láb)
- Területe: 226 hektár
- Hívójel: Békéscsaba INFO
- Frekvencia: 123,26 MHz
- NAV AID: BC 400

## Története
A repülőteret a második világháború katonai igényei nyomán alakították ki, így 1943-ban szálltak fel innen repülőgépek először, bár a környék repülői korábban is szárnyra kaphattak a közeli Szentesi repülőtéren is.
A háború után a Maszovlet 1950-ben indította meg belföldi légi járatai között a Békéscsabára közlekedő járatot, amit azonban a gyér érdeklődés miatt utódja, a Malév 1956-ban megszüntetett. A Magyar Honvédelmi Szövetség megalakulásával a haderőn kívüli utánpótlás-képzés keretein belül – mint az országban oly sok helyen – megalakították az MHSz Békés Megyei Kvasz András Repülő- Ejtőernyősklubot, amely azóta is üzemel. Kevesen tudják, hogy igen sok ma hírneves pilóta Békéscsabán kezdte pályafutását, például Farkas Bertalan későbbi űrhajós is.
A 12. motoros műrepülő-világbajnokságot 1984-ben ezen a repülőtéren rendezték meg, amelyen Besenyei Péter is kitűnő eredménnyel szerepelt.
A rendszerváltás során a reptér állami tulajdonba kerül, azonban a repülőtér fejlesztését csak 1999-ben kezdték el tervezni. Az ÁPV Rt. csak 2003-ban adta magánkézbe a repülőteret, az üzemeltető Békés Airport Kft tulajdonosai pedig nem kis részben a város és a repülőtér működtetésében érdekelt cégek.
A repülőteret a felújítás után 2006. szeptember 22-én adták át. A fejlesztés keretén belül elkészült a szilárd burkolatú kifutópálya guruló utakkal, modern fénytechnikával és szilárd burkolatú előterekkel. A teljes kereskedelmi repülőtér kerítéssel körbe lett kerítve. Bár menetrendszeri vagy charter járat jelenleg nincs, de a repülőtér üzemeltetői és a megye számos politikusa is azon dolgozik, hogy ez minél előbb megvalósulhasson.

2008 decemberében fog elkészülni a fejlesztés sokadik pontjaként, a hangár. Az épülő hangár 8 férőhelyes és már 4 helyet eladtak.

## Balesetek
- 2019. január 22-én egy Piper PA-46 típusú repülőgép elvétette a leszállást és a leszállópálya előtt állt meg. A balesetben senki sem sérült meg.[5]